# Тесна
Тесна — река в России, протекает по Пошехонскому району Ярославской области, правый приток Ухры. 
Берёт исток между урочищами Гаево, Рогушино и деревней Дубровка. Течёт на юго-восток. Протекает через Тайбузино, после чего впадает в Ухру на 55 км от её устья, на высоте около 109,1 м над уровнем моря. Длина реки — 14 км.

## Данные водного реестра
По данным государственного водного реестра России относится к Верхневолжскому бассейновому округу, водохозяйственный участок реки — Рыбинское водохранилище до Рыбинского гидроузла и впадающие в него реки, без рек Молога, Суда и Шексна от истока до Шекснинского гидроузла, речной подбассейн реки — Реки бассейна Рыбинского водохранилища. Речной бассейн реки — (Верхняя) Волга до Куйбышевского водохранилища (без бассейна Оки).
Код объекта в государственном водном реестре — 08010200412110000010188.